# Play of the Month
Play of the Month è una serie televisiva britannica in 119 episodi trasmessi per la prima volta nel corso di 16 stagioni dal 1965 al 1983.
È una serie di tipo antologico in cui ogni episodio rappresenta una storia a sé. Gli episodi sono storie di genere drammatico, adattamenti di produzioni teatrali classiche e contemporanee.

## Interpreti
La serie vede la partecipazione di numerose star cinematografiche e televisive britanniche, molte delle quali interpretarono diversi ruoli in più di un episodio.
- Charles Gray (10 episodi, 1967-1976)
- John Gielgud (6 episodi, 1967-1982)
- Eric Porter (6 episodi, 1968-1977)
- Jeremy Brett (6 episodi, 1969-1982)
- Lally Bowers (6 episodi, 1969-1974)
- Robert Stephens (5 episodi, 1968-1978)
- Alan Rowe (5 episodi, 1966-1979)
- Ronald Hines (5 episodi, 1965-1974)
- Michael Gambon (5 episodi, 1967-1978)
- Alan Badel (5 episodi, 1966-1982)
- Celia Johnson (5 episodi, 1968-1971)
- Michael Hordern (5 episodi, 1971-1976)
- Edward Fox (5 episodi, 1970-1979)
- Richard Pearson (5 episodi, 1970-1977)
- Donald Pickering (5 episodi, 1969-1977)
- Derek Godfrey (5 episodi, 1969-1974)
- Maggie Smith (4 episodi, 1968-1972)
- Janet Suzman (4 episodi, 1968-1972)
- Helen Mirren (4 episodi, 1974-1977)
- Anthony Hopkins (4 episodi, 1970-1982)
- Frank Finlay (4 episodi, 1969-1973)
- Ian McKellen (4 episodi, 1968-1973)
- Ian Ogilvy (4 episodi, 1972-1978)
- Beryl Reid (4 episodi, 1970-1978)
- John Alderton (4 episodi, 1969-1972)
- Ann Beach (4 episodi, 1966-1977)
- Stephanie Bidmead (4 episodi, 1966-1971)
- Nicholas Jones (4 episodi, 1971-1975)
- John Moffatt (4 episodi, 1972-1975)
- Eileen Atkins (4 episodi, 1969-1974)
- Peter Barkworth (4 episodi, 1971-1975)
- Geoffrey Bayldon (4 episodi, 1965-1974)
- Coral Browne (4 episodi, 1969-1974)
- Virginia McKenna (4 episodi, 1965-1974)
- Rachel Kempson (4 episodi, 1967-1972)
- Ronald Pickup (4 episodi, 1967-1975)
- Maurice Denham (4 episodi, 1968-1975)
- Bernard Hepton (4 episodi, 1966-1973)
- Lee Fox (4 episodi, 1969-1975)
- Anthony Andrews (3 episodi, 1976-1977)
- Betsy Blair (3 episodi, 1966-1979)
- Ronald Fraser (3 episodi, 1968-1974)
- Patrick Magee (3 episodi, 1965-1977)
- Dinsdale Landen (3 episodi, 1966-1976)
- Anthony Bate (3 episodi, 1969-1978)
- Paul Rodgers (3 episodi, 1970-1979)
- Rosemary Leach (3 episodi, 1971-1982)
- Adrienne Corri (3 episodi, 1968-1978)
- Judy Geeson (3 episodi, 1972-1974)
- Siân Phillips (3 episodi, 1971-1977)
- Alan Webb (3 episodi, 1972-1978)
- Anna Massey (3 episodi, 1966-1982)
- Ciaran Madden (3 episodi, 1969-1977)
- TP McKenna (3 episodi, 1970-1974)
- Norman Rodway (3 episodi, 1978-1982)
- Barry Jackson (3 episodi, 1968-1977)
- Vickery Turner (3 episodi, 1968-1974)
- Ronnie Barker (3 episodi, 1969-1975)
- Joyce Grant (3 episodi, 1973-1977)
- Jan Francis (3 episodi, 1972-1976)
- Thorley Walters (3 episodi, 1975-1976)
- Jeremy Clyde (3 episodi, 1971-1977)
- Simon Lack (3 episodi, 1974-1975)
- Tom Criddle (3 episodi, 1965-1976)
- Clifford Rose (3 episodi, 1971-1976)
- Bunny May (3 episodi, 1970-1972)
- Christopher Benjamin (3 episodi, 1968-1971)
- Peter Jeffrey (3 episodi, 1968-1973)
- Clive Revill (3 episodi, 1971-1979)
- James Villiers (3 episodi, 1972-1973)
- Jerome Willis (3 episodi, 1968-1974)
- Roland Culver (3 episodi, 1968-1972)
- Dandy Nichols (3 episodi, 1965-1979)
- Mark Dignam (3 episodi, 1971-1978)
- Charles Carson (3 episodi, 1965-1969)
- Charles Kay (3 episodi, 1967-1982)
- Barrie Ingham (3 episodi, 1970-1978)
- David Robb (3 episodi, 1976-1983)
- Jay Neill (3 episodi, 1971-1978)
- Raymond Mason (3 episodi, 1966-1971)
- Erik Chitty (3 episodi, 1969-1976)
- Frank Middlemass (3 episodi, 1975-1978)
- Douglas Milvain (3 episodi, 1973-1975)
- Tony Haygarth (3 episodi, 1975-1978)
- Colin Rix (3 episodi, 1966-1972)
- Vivien Merchant (3 episodi, 1968-1973)
- Robert Powell (3 episodi, 1972-1977)
- Michael Craig (3 episodi, 1968-1971)
- Jill Bennett (3 episodi, 1968-1970)
- Geraldine McEwan (3 episodi, 1970-1972)
- Georgina Hale (3 episodi, 1968-1978)
- Christopher Gable (3 episodi, 1970-1972)
- Cyril Shaps (3 episodi, 1965-1971)
- Sarah Badel (3 episodi, 1970-1983)
- Andrew Cruickshank (2 episodi, 1970-1974)
- Rex Harrison (2 episodi, 1971-1973)
- Ian Holm (2 episodi, 1972-1974)
- Stanley Baker (2 episodi, 1974)
- Wendy Hiller (2 episodi, 1966-1968)
- Kika Markham (2 episodi, 1967-1977)
- Tom Courtenay (2 episodi, 1968-1976)
- Alec McCowen (2 episodi, 1965-1966)
- Hywel Bennett (2 episodi, 1967-1982)
- Keith Michell (2 episodi, 1968-1969)
- Lynn Redgrave (2 episodi, 1971-1973)
- Lee Remick (2 episodi, 1972-1977)
- Tony Bill (2 episodi, 1966)
- Leonard Rossiter (2 episodi, 1966-1972)
- John Standing (2 episodi, 1969-1971)
- Amanda Barrie (2 episodi, 1971-1977)
- Peter Firth (2 episodi, 1972-1976)
- Donal McCann (2 episodi, 1972-1974)
- Sara Kestelman (2 episodi, 1973-1978)
- Isabel Dean (2 episodi, 1968-1971)
- Jane Asher (2 episodi, 1972-1973)
- Bernard Lee (2 episodi, 1974-1975)
- Cyril Cusack (2 episodi, 1965-1977)
- Gary Bond (2 episodi, 1970-1974)
- Emrys James (2 episodi, 1973)
- Michele Dotrice (2 episodi, 1970-1977)
- Tessa Wyatt (2 episodi, 1968-1983)
- Toby Robins (2 episodi, 1968-1971)
- John Woodvine (2 episodi, 1968-1970)
- Dinah Sheridan (2 episodi, 1969-1976)
- Peter Egan (2 episodi, 1970-1974)
- Tim Woodward (2 episodi, 1975-1976)
- Terence Budd (2 episodi, 1975)
- Thora Hird (2 episodi, 1967-1975)
- Robert Coote (2 episodi, 1969-1973)
- Stephen Murray (2 episodi, 1974-1977)
- David Waller (2 episodi, 1977-1978)
- Cyril Luckham (2 episodi, 1968-1974)
- Freddie Jones (2 episodi, 1970-1978)
- Philip Stone (2 episodi, 1965-1978)
- Donald Eccles (2 episodi, 1968-1971)
- Patricia Routledge (2 episodi, 1971-1975)

## Produzione
Molti degli episodi furono prodotti da Cedric Messina per la British Broadcasting Corporation. Dal novembre del 1969 gli episodi cominciarono ad essere trasmessi a colori.

### Registi
Tra i registi sono accreditati:
- Cedric Messina in 8 episodi (1970-1977)
- John Gorrie in 7 episodi (1968-1979)
- Rudolph Cartier in 6 episodi (1965-1976)
- Waris Hussein in 6 episodi (1965-1975)
- Alan Cooke in 6 episodi (1965-1971)
- Donald McWhinnie in 6 episodi (1967-1977)
- Alan Bridges in 5 episodi (1966-1972)
- Basil Coleman in 5 episodi (1968-1975)
- James MacTaggart in 5 episodi (1968-1974)
- William Slater in 5 episodi (1968-1974)
- Herbert Wise in 4 episodi (1968-1972)
- James Cellan Jones in 4 episodi (1971-1978)
- Bill Hays in 3 episodi (1966-1973)
- Christopher Morahan in 3 episodi (1970-1973)
- David Giles in 3 episodi (1973-1977)
- Michael Darlow in 3 episodi (1975-1983)
- Don Taylor in 3 episodi (1977-1982)
- Anthony Page in 2 episodi (1968-1974)
- Alvin Rakoff in 2 episodi (1972-1973)
- Alan Clarke in 2 episodi (1973-1978)
- Michael Lindsay-Hogg in 2 episodi (1974-1978)
- Piers Haggard in 2 episodi (1976)
- Claude Whatham in 2 episodi (1979-1983)
- James Ormerod in 2 episodi (1982-1983)

### Sceneggiatori
Tra gli sceneggiatori e autori delle opere teatrali da cui è stato tratto il soggetto sono accreditati:
- George Bernard Shaw in 11 episodi (1968-1977)
- William Shakespeare in 8 episodi (1967-1975)
- Anton Chekhov in 7 episodi (1968-1978)
- Terence Rattigan in 5 episodi (1970-1977)
- E. M. Forster in 4 episodi (1965-1973)
- Henrik Ibsen in 4 episodi (1968-1982)
- Oscar Wilde in 4 episodi (1969-1976)
- Hugh Whitemore in 4 episodi (1970-1976)
- J.B. Priestley in 4 episodi (1974-1983)
- John Osborne in 3 episodi (1965-1976)
- Michael Meyer in 3 episodi (1968-1982)
- Noël Coward in 3 episodi (1968-1979)
- Henry James in 3 episodi (1969-1979)
- Richard B. Sheridan in 3 episodi (1970-1982)
- Arthur Wing Pinero in 3 episodi (1972-1983)
- John Galsworthy in 3 episodi (1974-1976)
- Rudolph Cartier in 2 episodi (1965-1966)
- David Mercer in 2 episodi (1968-1978)
- Sophocles in 2 episodi (1972-1974)
- George Farquhar in 2 episodi (1973-1978)
- James MacTaggart in 2 episodi (1973-1974)
- Denis Constanduros in 2 episodi (1977-1979)
- Harley Granville-Barker in 2 episodi (1977-1979)

## Distribuzione
La serie fu trasmessa nel Regno Unito dal 19 ottobre 1965 al 12 settembre 1983  sulla rete televisiva BBC One.

## Episodi
| Stagione                 | Episodi | Prima TV Regno Unito |
| ------------------------ | ------- | -------------------- |
| Prima stagione           | 9       | 1965-1966            |
| Seconda stagione         | 5       | 1966-1967            |
| Terza stagione           | 11      | 1967-1968            |
| Quarta stagione          | 9       | 1968-1969            |
| Quinta stagione          | 8       | 1969-1970            |
| Sesta stagione           | 9       | 1970-1971            |
| Settima stagione         | 9       | 1971-1972            |
| Ottava stagione          | 8       | 1972-1973            |
| Nona stagione            | 8       | 1973-1974            |
| Decima stagione          | 8       | 1974-1975            |
| Undicesima stagione      | 8       | 1975-1976            |
| Dodicesima stagione      | 7       | 1976-1977            |
| Tredicesima stagione     | 6       | 1977-1978            |
| Quattordicesima stagione | 6       | 1978-1979            |
| Quindicesima stagione    | 5       | 1982                 |
| Sedicesima stagione      | 3       | 1983                 |